# ملکه جانگ (همسر دوم لیو شان)
ملکه جانگ ( ش. ۲۲۱ - ۲۶۴)، نام کامل ناشناخته، آخرین ملکه ایالت شو هان در دوره سه پادشاهی بود. او دختر فرمانده دودمان شو، جانگ فی، و خواهر کوچکتر ملکه جینگای بود. او در سال ۲۳۷، همسر سلطنتی (چینی: 貴人; پین‌یین: guìrén) لیو شان، امپراتور دودمان شو شد. او به جانشینی خواهر بزرگترش که در سال قبل فوت کرده بود، در فوریه ۲۳۸ ملکه شد. 

## زندگی
پدر ملکه جانگ فرمانده معروف جانگ فی بود. او خواهر ملکه جینگای و جانگ بائو بود. او در سال ۲۳۷ به عنوان یک بانوی شریف به حرمسرا آورده شد. در فوریه ۲۳۸، طبق مقدماتی که لیو شان داخل خانواده فراهم آورد، از جمله اعلام وارث خود، و در پی فرستاده شدن شیانگ لانگ برای اعطای نشان، ملکه جانگ جانشین خواهر مرحومش شد.